# Кружок снизу
Кружок снизу (◌̥) — диакритический знак, используемый в Международном фонетическом алфавите для обозначения глухости звуков. 

## Использование
В МФА используется, как правило, для обозначения глухости у букв, которые сами по себе обозначают звонкие согласные или гласные звуки: [ḁ], [l̥]. Если у буквы есть нижний выносной элемент, кружок ставится не под, а над буквой: [ŋ̊].
В стандартном алфавите Лепсиуса кружок снизу обозначал редуцированные гласные (шва) и слоговые согласные. Аналогично он использовался в транслитерации языка пушту из грамматики 1878 года (только с буквой A — Ḁ). 
В реконструкции праиндоевропейского языка кружок снизу также обозначает слоговые согласные.
В транслитерациях ISO 15919 и ALA-LC для индийских систем письма кружок снизу обозначает слоговые согласные r и l и их долгие варианты — r̥, r̥̄, l̥, l̥̄.